# Annika Rydell
Annika Rydell, född 5 juni 1963, är en svensk sångerska. Uppvuxen i Täby utanför Stockholm. Deltog i Melodifestivalen den 27 februari 1982 med låten "Här har du din morgondag". Hon kom på sjätte plats. Innan solokarriären mellan 1978 och 1980 var Annika Rydell bl.a. sångerska i den lokala soul & funkgruppen Freaksleeks.